# Simon Kronberg
Simon Kronberg (geboren 26. Juni 1891 in Wien, Österreich-Ungarn; gestorben 1. November 1947 in Haifa) war ein österreichischer Schriftsteller.

## Leben
Simon Kronberg entstammte einer jüdischen Familie. Er wuchs auf in Wien. Nach dem Besuch der Volksschule und der Realschule begann er 1912 als Lehramtskandidat für Realschulen Vorlesungen an der Philosophischen Fakultät der Universität Wien zu hören. Er brach dieses Studium 1913 ab und besuchte stattdessen die von Émile Jaques-Dalcroze geleitete Bildungsanstalt für Musik und Rhythmus in Hellerau bei Dresden. 1914 wechselte Kronberg, der bereits 1912 wegen allgemeiner Schwäche und wegen eines Lungenschadens für wehruntauglich erklärt worden war, zur Hochschule für Bühnenkunst des Düsseldorfer Schauspielhauses; ab Dezember 1914 absolvierte er eine Ausbildung zum Phonetiklehrer. Im Jahre 1915 war er als Lehrer für Phonetik und rhythmische Gymnastik an Schulen in Bonn tätig. Kronberg ging dann nach Berlin, wo er von 1917 bis 1920 Angestellter des Magistrats war. Gleichzeitig begann er mit der Veröffentlichung literarischer Texte, die u. a. in Franz Pfemferts "Aktion" erschienen. 1921 kam im Verlag von Gustav Kiepenheuer der Prosaband "Chamlam" heraus, die einzige selbständige Buchveröffentlichung Kronbergs zu Lebzeiten.
Anfang der 1920er Jahre gehörte Kronberg zum Kreis um Wolf Przygode und dessen Zeitschrift "Die Dichtung". Neben diversen Tätigkeiten (u. a. im Lohnbüro einer Schuhfabrik und als Versicherungsdirektor) nahm er Gesangsstunden und besuchte ab 1926 die Berliner Hochschule für Musik als Chorschüler. Nachdem er bereits seit 1921 in der zionistischen Bewegung, insbesondere im Jung-Jüdischen Wanderbund, aktiv war, nahm Kronberg nach der Machtergreifung der Nationalsozialisten 1933 an Vorbereitungskursen für die Auswanderung nach Palästina teil. 1934 emigrierte er als Jugendführer mit einer Gruppe von Jugendlichen, die sich aus Mitgliedern des Bundes Habonim Nora Chaluzi zusammensetzte, über Triest nach Palästina.
Kronberg lebte zunächst als Schuhmacher in einem Kibbuz, daneben wirkte er in der Chorarbeit mit Erwachsenen und schrieb weiterhin literarische Texte. 1937 übersiedelte er nach Haifa. Er lebte nunmehr als freier Künstler und Organisator von Chorgesangs-Veranstaltungen sowie Gemeinschaftsfeiern in deutscher und hebräischer Sprache für neu eingewanderte deutschsprachige Juden.
Simon Kronberg war Verfasser eines umfangreichen, stark vom Zionismus beeinflussten literarischen Werkes, bestehend aus erzählerischen Arbeiten, Gedichten und Theaterstücken; es wurde zum größten Teil erstmals in einer Gesamtausgabe in den 1990er Jahren veröffentlicht.
Kronbergs dramatisches Werk blieb im Großen und Ganzen bislang ungespielt. Einige seiner Stücke studierte er selbst mit Mitgliedern seines Kibbuz ein, 1936 etwa das Chorspiel "Wien 1936". 
Die Uraufführung von Kronbergs Drama "Nittel - Blinde Nacht" fand im Dezember 2019 in Wien im TheaterArche statt.

## Werke
- Chamlam, Potsdam 1921
- Die Stadt, Potsdam 1924
- Werke, München
  - 1. Lyrik, Prosa, 1993
  - 2. Dramatik, 1993